# Zé do Pedal
José Geraldo de Souza Castro (Guaraciaba, 15 de julho de 1957) também chamado de Zé do Pedal, é um ambientalista, motociclista, ciclista e aventureiro brasileiro. Ele também é considerado uma figura conhecida no triatlo brasileiro.
Vive em Viçosa e, em 2016, concorreu ao cargo de vereador da cidade, mas não foi eleito, ficando como suplente.
Percorreu o mundo sob pedais, começou andando de bicicleta Brasil até a Espanha em 1981; cruzou o Japão em um velocípede infantil em 1985; andou 120 km no deserto do Atacama no Chile e andou de Paris até a África do Sul em um kart a pedal.
No Brasil, andou o comprimento do rio São Francisco em um pedalinho; construiu uma embarcação feita de garrafas PET e percorreu a Baía de Guanabara em 2007 e, em 2015, Zé do Pedal cruza o Brasil desde Uiramutã, em Roraima, ao Chuí, no Rio Grande do Sul e essa caminhada é uma campanha de conscientização sobre a importância da acessibilidade, principalmente sobre os cadeirantes e, para a realização da campanha, ele anda empurrando uma cadeira de rodas no que é chamado "Cruzada pela Acessibilidade".
Zé do Pedal ganhou um filme contando sobre seu caminho até a África do Sul, chamado de Zé do Pedal – As Fronteiras do Mundo, que foi dirigido por Bruno Lima e Fabricio Menicucci e foi concluído em agosto de 2013.